# Strandquist
Strandquist és una població dels Estats Units a l'estat de Minnesota. Segons el cens del 2000 tenia 88 habitants.

## Demografia
Segons el cens del 2000, Strandquist tenia 88 habitants, 39 habitatges, i 23 famílies. La densitat de població era de 130,7 habitants per km².
Dels 39 habitatges en un 28,2% hi vivien nens de menys de 18 anys, en un 51,3% hi vivien parelles casades, en un 7,7% dones solteres, i en un 38,5% no eren unitats familiars. En el 33,3% dels habitatges hi vivien persones soles el 7,7% de les quals corresponia a persones de 65 anys o més que vivien soles. El nombre mitjà de persones vivint en cada habitatge era de 2,26 i el nombre mitjà de persones que vivien en cada família era de 2,88.
Per edats la població es repartia de la següent manera: un 23,9% tenia menys de 18 anys, un 3,4% entre 18 i 24, un 33% entre 25 i 44, un 22,7% de 45 a 60 i un 17% 65 anys o més.
L'edat mediana era de 38 anys. Per cada 100 dones de 18 o més anys hi havia 103 homes.
La renda mediana per habitatge era de 19.688 $ i la renda mediana per família de 24.375 $. Els homes tenien una renda mediana de 27.500 $ mentre que les dones 18.750 $. La renda per capita de la població era de 12.962 $. Entorn del 8,7% de les famílies i el 10,8% de la població estaven per davall del llindar de pobresa.

## Poblacions més properes
El següent diagrama mostra les poblacions més properes.